# Sybra sumatrana
Sybra sumatrana är en skalbaggsart som beskrevs av Stefan von Breuning 1939. Sybra sumatrana ingår i släktet Sybra och familjen långhorningar. Inga underarter finns listade i Catalogue of Life.